# کامنی یار
کامنی یار (به لاتین: Kamenny Yar) یک منطقهٔ مسکونی در روسیه است که در استان آستراخان واقع شده‌است.